# Stanford Linear Accelerator Center

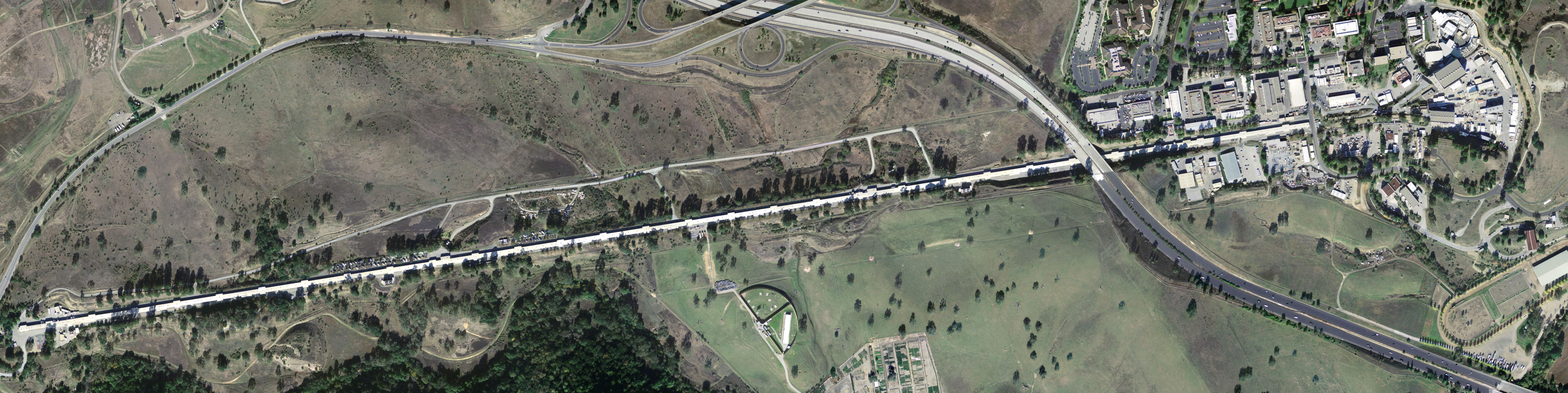
Luftbild des Linearbeschleunigers in Stanford

Das SLAC National Accelerator Laboratory (SLAC) ist eine Forschungseinrichtung des Department of Energy der Vereinigten Staaten. Das Labor wird von der Stanford University betrieben. Forschungsschwerpunkte der Forschungseinrichtung sind Teilchenphysik, Atomphysik und Physik der kondensierten Materie. Darüber hinaus wird mit Synchrotronstrahlung in den Bereichen Chemie, Biologie und Medizin geforscht.

## Geschichte und Funktion
Gegründet wurde das Labor 1962. Es liegt an der Sand Hill Road in Menlo Park, Kalifornien. Die Abkürzung SLAC steht für Stanford Linear Accelerator Center, welches bis 2008 der Name des Labors war. Der wichtigste Beschleuniger der Forschungseinrichtung ist ein 3 km langer Linearbeschleuniger, der Elektronen und Positronen bis auf 50 GeV beschleunigen kann. Damit kann in Colliding-Beam-Experimenten eine Schwerpunktsenergie von ca. 91 GeV erreicht werden. Der Beschleuniger befindet sich ca. 10 m unter der Erde und kreuzt die Interstate 280.

## Forschung
Am SLAC arbeiten mehr als 3000 Wissenschaftler, die den Beschleuniger für Experimente der Hochenergiephysik und auf dem Gebiet der Synchrotronstrahlung benutzen. Aus Forschungen am SLAC gingen drei Nobelpreise für Physik hervor:
- 1975 – Martin L. Perl und Frederick Reines für die Entdeckung des τ-Leptons und τ-Neutrinos
- 1976 – Burton Richter am SLAC (und Samuel Chao Chung Ting am Brookhaven National Laboratory) für die Entdeckung des J/ψ-Mesons, das auf die Existenz des Charm-Quarks hinweist. Richter benutzte dabei den Speicherring SPEAR (Stanford Positron Electron Asymmetric Ring) des SLAC, ab 1972 in Betrieb.
- 1990 – Jerome I. Friedman, Henry W. Kendall und Richard E. Taylor für die Aufklärung der Quark-Struktur der Protonen und Neutronen

Seit 1998 werden am SLAC Elektron-Positron-Kollisionen für das BaBar-Experiment ausgewertet, das sich mit der CP-Symmetrie beschäftigt.
Die Konferenzräume des Instituts dienten in den 1980er Jahren als Treffpunkt für Pioniere der Homecomputer-Revolution. Hier wurde im Dezember 1991 auch die erste Webseite der USA gehostet, das Interface der Datenbank SPIRES.
Im Oktober 2009 ging am SLAC die Linac Coherent Light Source in Betrieb, der erste Laser der Welt für harte Röntgenstrahlung.